# Lallemantia iberica
Lallemantia iberica là một loài thực vật có hoa trong họ Hoa môi. Loài này được (M.Bieb.) Fisch. & C.A.Mey. mô tả khoa học đầu tiên năm 1840.